# Machnovsjtjyna
Machnovsjtjyna var ett territorium i Ukraina som existerade mellan 1917 och 1921 under ryska inbördeskriget och skapades av den Svarta armén under ledning av Nestor Machno. Området var resultatet av Machnos försök att skapa ett anarkistiskt samhälle baserat på "fria sovjeter" och "frihetliga kommuner". Området hade en befolkning på runt 7 miljoner. Svarta armén bekämpade alla sidor i inbördeskriget men var tillfälligt allierad med bolsjevikerna. När bolsjevikerna hade besegrat de vita bröt de alliansen och invaderade territoriet.

## Ekonomi
Machnovsjtjyna ekonomiska system byggdes efter anarkokommunistiska principer, kraftigt influerade av Bakunin och Kropotkin. 